# Thomas E. Dewey
Thomas Edmund Dewey (Owosso, Míchigan, 24 de marzo de 1902 - Bal Harbour, Florida, 16 de marzo de 1971) fue un político estadounidense, 47.º gobernador del Estado de Nueva York y candidato republicano a la presidencia en las elecciones de 1944 y 1948, resultando en ambas derrotado, por Franklin D. Roosevelt primero y por Harry S. Truman en la segunda ocasión, esta contra todo pronóstico. Dewey era el líder del ala más socialdemócrata del Partido Republicano, frente al ala más liberalconservadora, encabezada por el senador de Ohio Robert A. Taft.

## Biografía
Hijo del propietario de un periódico local, Dewey se graduó en la Universidad de Míchigan en 1923 y en la prestigiosa Columbia Law School en 1925. En 1928 se casó con  Frances Hutt, con quien tendría dos hijos, ambos varones.

### Carrera como fiscal
Después de trabajar en dos despachos de abogados, Dewey comenzó en 1931 su carrera como fiscal. Se vio propulsado a la fama cuando el entonces gobernador del Estado, Herbert H. Lehman, le nombró en 1935 fiscal especial, encargado de la lucha contra la corrupción y el crimen organizado, tarea que Dewey desempeñó con gran energía, rodeándose de un equipo de 60 asistentes y funcionarios, a los que se añadió un escuadrón de 63 policías asignados por el alcalde de Nueva York, Fiorello La Guardia.
En su desempeño como fiscal, Dewey logró el extraordinario registro de 72 condenas de un total de 73 procesos emprendidos. Su único fracaso se produciría con el gánster, Dutch Schultz, quien controlaba el negocio de las loterías ilegales y que, tras un primer juicio que concluyó sin que el Jurado alcanzara un veredicto, fue declarado no culpable en el segundo. Schultz propuso a la "Comisión de la Mafia" asesinar a Dewey; pero la cúpula mafiosa decidió que un acto así tendría consecuencias represivas demasiado onerosas y, en su lugar, hizo que fuera asesinado el propio Schultz.
El éxito más resonante de Dewey en su carrera como fiscal lo obtuvo contra Lucky Luciano, que a la sazón controlaba el negocio de la prostitución organizada en el área de Nueva York y Nueva Jersey. Tras una serie de redadas contra no menos de 80 burdeles, Dewey consiguió que algunas de las prostitutas declararan contra Luciano, que en 1936 fue declarado culpable de noventa cargos de prostitución y sentenciado a una pena de treinta a cincuenta años de prisión.
Dewey no se limitó a acusar a gánsteres. También en 1936, ayudó a conseguir la condena por desfalco (apropiación indebida) de Richard Whitney, antiguo presidente de la Bolsa de Nueva York.
Apoyado en ese currículo, Dewey fue elegido en 1937 fiscal de distrito del Condado de Nueva York, es decir, de Manhattan.

### Gobernador de Nueva York
Su prestigio como  fiscal no le bastó a Dewey en 1938, cuando perdió como candidato republicano las elecciones a gobernador del Estado frente al candidato ejerciente, el demócrata Lehman. En 1942 volvió a competir por la Gobernación del Estado, esta vez victoriosamente, derrotando por amplia mayoría al candidato demócrata, John J. Bennett Jr. En 1946 Dewey fue reelegido gobernador de Nueva York con la más amplia mayoría registrada en la historia del Estado hasta esa fecha, sacando a su competidor unos 700.000 votos de ventaja. Cuatro años después, fue reelegido para un tercer mandato. 
Durante su desempeño como gobernador, Dewey se labró una reputación de político activo y eficaz: pese a incrementar el sueldo de los funcionarios y doblar las ayudas públicas a la educación, redujo el déficit del estado y los tributos estatales, simplificando y fusionando organismos estatales para aumentar su eficiencia. También propulsó y ratificó la ley de creación de la Universidad Estatal de Nueva York y la ley que estableció, por primera vez en cualquier Estado, una agencia pública para combatir la discriminación en el empleo.
Su energía también se manifestó en el apoyo prestado a la pena de muerte. Durante sus doce años como gobernador, más de 90 personas fueron ejecutadas en la silla eléctrica por delitos estatales.

### Candidato a la Presidencia
Aunque Dewey intentó sin éxito la nominación republicana para las elecciones presidenciales de 1940, hubo de esperar a 1944 para obtenerla, esta vez  con un pronunciamiento casi unánime de la Convención Republicana. Dewey perdió las elecciones frente a Roosevelt, pero obtuvo un 46 % del voto popular, más que cualquier anterior oponente republicano a Roosevelt. Dewey fue el primer candidato presidencial nacido en el siglo XX y, al menos hasta 2011, el más joven candidato a la Presidencia por el Partido Republicano.
Dewey repitió candidatura presidencial en 1948, enfrentándose ahora a Truman, que había sucedido a Roosevelt al fallecimiento de este. En esta ocasión, coincidiendo con la bajísima aceptación popular del presidente en ejercicio y la división interna en el Partido Demócrata, todas las encuestas y los pronósticos de los medios consideraban que Dewey obtendría una fácil victoria, que sin embargo Truman le arrebató finalmente. Tan seguros estaban los medios de su victoria que el Chicago Daily Tribune llevó a su portada el titular «Dewey derrota a Truman», aunque sólo llegó a distribuir unos cientos de ejemplares con el monumental gazapo. De esta forma, Dewey se convirtió en el único republicano nominado dos veces como candidato a presidente y perdedor en las dos ocasiones (y también, a título de curiosidad, en el último candidato presidencial americano con barba o bigote).[cita requerida]
En la campaña de 1948, Dewey se mostró menos conservador que la mayoría de los representantes y senadores de su partido, que a la sazón controlaban el Congreso. Estas diferencias se plasmaban tanto en política interior, en la que Dewey aceptaba la mayoría de las reformas sociales del New Deal implantadas por Roosevelt, como en política internacional, en la que Dewey, frente al aislacionismo en que se había mantenido Taft, apoyaba el Plan Marshall, la Doctrina Truman, el reconocimiento de Israel y el Puente aéreo de Berlín.

### Últimos años
Dewey no compitió por la nominación como candidato presidencial en 1952, apoyando al luego elegido Dwight D. Eisenhower, como un episodio más de su enfrentamiento con Taft por el control del Partido Republicano. Al expirar en 1955 su tercer mandato como gobernador de Nueva York, se retiró del servicio público y reanudó la práctica del Derecho, aunque manteniendo su influencia en el Partido Republicano. En 1960 dio un apoyo entusiasta a la campaña presidencial del vicepresidente Richard Nixon contra el candidato demócrata John F. Kennedy, que resultaría elegido.
Dewey murió inesperadamente de un  infarto de miocardio el 16 de marzo de 1971, ocho días antes de cumplir 69 años y un año antes de Truman, cuando se encontraba pasando unos días de vacaciones en Bal Harbour, junto a Miami Beach. Fue enterrado junto a su esposa, fallecida unos meses antes, en el cementerio de Pawling (Nueva York). La autopista New York State Thruway lleva oficialmente desde 1964 el nombre Governor Thomas E. Dewey Thruway en su honor.